# Embodiment
L'embodiment (ou cognition incarnée) est un concept issu de la psychologie cognitive. 
Il fait référence aux pensées (cognition), aux sentiments (émotion) et aux comportements (corps) basés sur nos expériences sensorielles et sur nos positions corporelles. Dans la pratique, il est utilisé pour penser des aspects généralement associés à notre vie quotidienne, tels que notre façon de bouger, de parler et de se développer. Ce processus d’embodiment se constitue de deux modes de fonctionnement :
- le premier mode, « bottom-up », explique la manière dont les informations provenant du corps influencent notre cognition ;
- le second, nommé « top-down », correspond à la manière dont notre cognition va influencer nos mouvements corporels.

## Définition générale
De manière générale, le phénomène d’embodiment correspond à la manière dont une personne évalue un objet en fonction de la position de son corps et/ou de ses mouvements mais également comment nos expériences sensori-motrices influencent notre manière de penser. Les représentations que les individus se font de leur propre espace dépendent de leurs représentations perceptuelles et motrices. 

## Psychologie sociale
L’approche embodiment est issue de la psychologie sociale. En effet, celle-ci et la psychologie cognitive soutiennent que les opérations mentales impliquent différentes stimulations, perceptions et actions corporelles. En outre, les partisans de la psychologie sociale avaient déjà écrit sur l’influence qu’avaient nos processus sensoriels, moteurs et perceptuels sur nos pensées, nos sentiments et nos comportements. Les chercheurs se sont concentrés sur l’explication et la modification d’un comportement de manière prédictive ainsi que sur certaines situations et contextes où le comportement pouvait être influencé par certains facteurs externes ou internes. 
Aussi, le courant embodiment a montré, tout d’abord, que les représentations que les individus se font d’un concept dépendent de leurs expériences et comment ces expériences, à leur tour, affectent leurs émotions, leur cognition (c'est-à-dire leurs pensées et leur manière de conceptualiser) et leurs comportements. Ce courant a aussi apporté de nouvelles informations en matière de jugement social. En effet, certaines études ont montré comment nos états corporels jouaient un rôle sur nos représentations et par conséquent sur nos comportements. Par exemple, si des individus sont exposés à une interaction sociale hostile, ils vont réagir de manière plus inamicale et par conséquent avoir une impression plus négative d'un individu neutre initialement. 
Cependant, à l’heure actuelle, il existe peu de recherches sur les potentiels médiateurs des effets d’embodiment, tels que la personnalité de l’individu, son aptitude physique, son âge, etc.

## Deux modes de fonctionnement
L’embodiment se compose de deux modes de fonctionnement. Le premier s’appelle « processus perceptuel bottom-up » et consiste à envoyer toutes sortes d’informations provenant des différents sens de notre propre corps (stimulus auditifs, visuels, etc.) jusqu’au cerveau. En d’autres mots, des représentations corporelles cheminent jusqu’au cerveau où elles seront transformées en représentations mentales et pourront ainsi être enregistrées en mémoire et réactivées plus tard. Par exemple, un individu ayant déjà fait l’expérience ou connaissant la douleur ressentie lors d’une brûlure, évitera de mettre sa main sur une plaque de cuisson chaude lorsqu’il cuisine. Cet évitement s’explique par la réactivation inconsciente du souvenir de cette sensation douloureuse.
Le second mode se nomme « processus perceptuel top-down ». Le fait de penser à certains concepts va avoir un impact sur nos comportements physiques. Notre cerveau a la capacité de réactiver une représentation mentale déjà enregistrée sans devoir être en présence du stimulus initial. Le simple fait d’imaginer/d’envisager une chose va réactiver nos expériences corporelles en lien avec celle-ci. Par exemple, si un individu repense à un citron, il peut se rappeler la sensation d’acidité qu’il a eue en bouche.
Ces deux modes fonctionnent grâce à des systèmes, appelés « systèmes symboliques perceptuels » (SSP). Ces derniers permettent d’enregistrer les zones cérébrales activées en présence d’un stimulus. Par la suite, cet enregistrement cérébral sera réactivé lorsqu’un individu imagine un objet et permettra de recréer l’expérience vécue. En d’autres mots, ces SSP permettent de représenter des concepts abstraits, en extrayant et en intégrant les caractéristiques physiques et propriosceptives principales de nos expériences. Ce mécanisme permet d’enregistrer une représentation mentale complète car il met ensemble les différentes modalités de l’expérience vécue. Les SSP s’appuient sur la mémoire de travail et la mémoire à long terme.

## Domaines d’application choisis

### Attitude et jugement
Des chercheurs ont expliqué que les effets d’embodiment sur nos attitudes surviennent lorsque la position ou le mouvement d’un corps physique humain change la manière dont la personne évalue un objet. 
Certains scientifiques ont discuté de l’importance éventuelle que pouvait avoir l’expérience subjective de la personne sur ses attitudes. Leur expérience a démontré que les expressions faciales, les mouvements de tête ou de muscles et les actes physiques influençaient tant les attitudes que le comportement non verbal des participants.
Ainsi, la manière dont on va évaluer un objet et notre attitude vis-à-vis de celui-ci dépend fortement de nos pensées, nos sentiments et de nos actions associées à cet objet. En effet, si un individu se construit un avis favorable vis-à-vis d’un objet dont il avait une attitude neutre initialement, sa prochaine réponse évaluative vis-à-vis de cet objet sera plus positive lorsqu'il sera à nouveau en présence de celui-ci. En d’autres mots, nos comportements peuvent changer nos attitudes.

### Expériences
Voici quelques expériences illustrant comment nos mouvements peuvent changer nos attitudes :
- Une étude[8]a permis d’illustrer l’embodiment dans l’acquisition d’attitudes. Dans cette étude, les participants étaient répartis selon deux conditions : ils avaient pour consigne de hocher la tête soit de bas en haut, soit de gauche à droite. Ces mouvements étaient soi-disant faits pour s’assurer qu’un casque posé sur leur tête était bien accroché. En réalité, les auteurs voulaient savoir si ces mouvements de tête allaient influencer leur attitude. Pendant ces mouvements, les participants entendaient un message vocal soit de type proattitudinal, soit de type contreattitudinal. Les résultats de cette étude montrent que lorsqu’un participant fait des mouvements de la tête verticaux, une plus grande acceptation d’un message contrattitudinal est observée.
- Dans une autre étude[9], les participants devaient juger des idéogrammes chinois, soit en fléchissant les bras (mouvement d’approche), soit avec les bras en extension (mouvement d’évitement). Les résultats montrent que le fait d’avoir les bras fléchis augmente les sentiments positifs tandis que le fait d’avoir les bras en extension augmente les sentiments négatifs.
- Une étude datant de 1988[10] consistait à demander aux participants de juger des dessins animés soit avant soit après avoir tenu un crayon entre leurs lèvres (leur donnant l’air de râler) ou entre leurs dents (les faisant sourire). Les résultats montrent que lorsqu’un participant met le crayon entre ses dents (sourire) avant le visionnage d’un cartoon, le jugement sera plus positif. Et inversement, si le crayon est placé entre les lèvres avant le visionnage, le jugement sera plus négatif.

Ces 3 exemples d’études accentuent le fait que le mouvement influence l’encodage de l’information pour ensuite influencer l’attitude. Cependant, de nombreuses études ont montré que ce lien entre nos comportements et le changement de nos attitudes n’était pas aussi automatique qu’il puisse paraître. 

### Émotions
Selon William James, une émotion nait lorsqu’il y a une activité corporelle en réponse à un stimulus émotionnel. L’embodiment serait donc également impliqué dans la construction des émotions.
Les individus peuvent réagir de façon émotionnelle directement après un stimulus. Plusieurs auteurs affirment que les individus imitent automatiquement les expressions faciales des autres. Par exemple, dans une expérience, les participants sont confrontés à une simulation d’accident où les gens impliqués grimacent, ce qui fait grimacer les participants eux aussi. Les effets de l’embodiment ne se limitent pas simplement à une imitation des expressions faciales en ce qui concerne les émotions. En effet, une autre étude a montré que nous avons également des réactions comportementales à la suite de stimuli émotionnels. Dans leur étude, les participants étaient exposés à des visages heureux ou fâchés et pouvaient ensuite goûter une nouvelle boisson. Les participants ayant été exposés aux visages heureux ont ensuite bu plus de boisson proposée par rapport à ceux qui ont été exposés aux visages fâchés. En conclusion, l’exposition de l'expression d'une émotion influence notre comportement de consommation sans qu’on en soit conscient.